# Giacinto
Giacinto (dʒaˈtʃinto) ist ein männlicher Vorname aus Italien.

## Herkunft und Bedeutung
Der Name kommt aus dem Griechischen und leitet sich ab von Hyakinthos, einer Gestalt aus der griechischen Mythologie. 

## Varianten
Die deutsche Form ist Hyazinth, die englische Hyacinth, die spanische oder portugiesische Jacinto, die französische Hyacinthe, die polnische Jacek und die ungarische Jácint.

## Namenstag
Namenstag ist der 17. August. Er geht zurück auf Hyazinth von Polen, einen heiliggesprochenen polnischen Geistlichen aus dem 12. Jahrhundert.

## Bekannte Namensträger
Folgende Personen tragen den Namen Giacinto:
- Giacinto Amati (1778–1850), italienischer katholischer Theologe und Schriftsteller
- Giacinto Bosco (1905–1997), italienischer Jurist und Politiker
- Giacinto Calandrucci (1646–1707), italienischer Barockmaler
- Giacinto Andrea Cicognini (1606–1649), italienischer Schriftsteller und Librettist
- Giacinto Facchetti (1942–2006), italienischer Fußballspieler und Funktionär
- Giacinto Fontana, genannt Farfallino (1692–1739), italienischer Opernsänger und Sopran-Kastrat
- Giacinto de Ferrari (1804–1874), italienischer Geistlicher, Theologe und Bischof
- Giacinto Gimignani (1606–1681), italienischer Maler und Grafiker
- Giacinto Scelsi (1905–1988), italienischer Komponist und Dichter
- Giacinto Scoles (1935–2024), italienisch-US-amerikanischer Physikochemiker
- Giacinto Sertorelli (1915–1938), italienischer Skirennläufer